# Route nationale 345
Die Route nationale 345, kurz N 345 oder RN 345 war von 1933 bis 1973 eine französische Nationalstraße, die von Béthune zur belgischen Grenze nach Halluin verlief. Ihre Länge betrug 53 Kilometer.